# Plusioporus attemsii
Plusioporus attemsii är en mångfotingart som beskrevs av Karl Wilhelm Verhoeff. Plusioporus attemsii ingår i släktet Plusioporus och familjen Spirostreptidae. Inga underarter finns listade i Catalogue of Life.